# Diplotaxis vogelii
Diplotaxis vogelii là một loài thực vật có hoa trong họ Cải. Loài này được (Webb) Cout. mô tả khoa học đầu tiên năm 1914.